# Tsinghua Unigroup
Tsinghua Unigroup Company Limited («Цинхуа Юнигруп») — китайский государственный многопрофильный конгломерат, основные интересы которого сконцентрированы в сфере электроники (особенно полупроводников и систем идентификации), информационных технологий, телекоммуникаций, финансовых и страховых услуг, образования и недвижимости.

## История
В 1988 году пекинский университет Цинхуа основал Tsinghua University Science and Technology Development Corporation (в 1993 году она была переименована в Tsinghua Unisplendour Group, а позже — в Tsinghua Unigroup). В 1992 году была основана образовательная компания Xueda Education Technology Group, в 2001 году — полупроводниковая компания Guoxin Microelectronics, а в 2007 году — страховая компания Happy Life Insurance. По состоянию на 2009 год подразделению университета Tsinghua Holdings принадлежал 51 % акций Tsinghua Unigroup, а частным инвесторам — 49 % акций. 
В 2013 году Tsinghua Unigroup приобрела за 1,8 млрд долларов второго по величине в Китае производителя чипов Spreadtrum Communications (Шанхай), а в 2014 году приобрела за 900 млн долларов третьего по величине китайского разработчика чипов RDA Microelectronics. Вскоре на основе купленных активов была создана UniSpreadtrum RDA (20 % акций в новой компании получила американская корпорация Intel, инвестировавшая в полупроводниковый бизнес Tsinghua Unigroup около 1,5 млрд долларов); в 2018 году компания UniSpreadtrum RDA была переименована в UNISOC.
Весной 2015 года Hewlett-Packard продал 51 % акций своего китайского подразделения серверов и систем хранения данных за 2,3 млрд долларов группе Tsinghua Holdings и создал совместное предприятие H3C Technologies с Tsinghua Unigroup. Осенью 2015 года Unisplendour планировала инвестировать 3,77 млрд долларов в Western Digital, однако в начале 2016 года, после вмешательства американских властей, сделка сорвалась. Несмотря на это, Tsinghua Unigroup и Western Digital создали в 2016 году в Нанкине совместное предприятие по хранению больших данных Unis WDC Storage Company.
В том же 2016 году Tsinghua Unigroup, государственный China Integrated Circuit Industry Investment Fund и правительство провинции Хубэй инвестировали 2,9 млрд долларов в создание производителя чипов флеш-памяти Yangtze Memory Technologies (Ухань); кроме того, Tsinghua Unigroup приобрела 6 % акций производителя микросхем Lattice Semiconductor (Портленд). В 2017 году Tsinghua Unigroup создала совместное предприятие в Шанхае с тайваньской ChipMOS Technologies и начала строительство заводов по производству чипов памяти в Нанкине и Чэнду. 
Летом 2018 года Tsinghua Unigroup приобрела у люксембургской инвестиционной фирмы CVC Capital Partners за 1,8 млрд евро французского производителя компонентов для микрочипов Linxens, основанного в 1979 году. В 2019 году Unigroup Guoxin Microelectronics поглотила дочернюю компанию Beijing Unigroup Liansheng Technology, в состав которой входила французская Linxens, а Tsinghua Unigroup создала дочернюю компанию по производству чипов DRAM. 
В 2020 году Linxens завершила строительство своего нового завода в районе Биньхай (Тяньцзинь). К концу 2020 года у Tsinghua Unigroup возникли проблемы с ликвидностью и погашением долгов. В июле 2021 года Huishang Bank подал на Tsinghua Unigroup в суд, инициировав процедуру банкротства. В январе 2022 года пекинский суд постановил реорганизовать Tsinghua Unigroup и семь предприятий группы, а также привлечь стратегического инвестора для пополнения ликвидности.  
В апреле 2022 года Unic Linxens приобрела шведскую Nile Group, которая производит медицинское и полиграфическое оборудование, системы безопасности и RFID. Летом 2022 года из-за масштабной коррупции был задержан многолетний глава Tsinghua Unigroup Чжао Вэйго, а его компании лишились доли в капитале Tsinghua Unigroup. Новым председателем правления и генеральным менеджером Tsinghua Unigroup был избран Ли Бинь; крупнейшим акционером группы стала компания Beijing Zhiguangxin Holding, созданная консорциумом во главе с Wise Road Capital и Jianguang Asset Management (обе компании подконтрольны Ли Биню).
В марте 2023 года уголовное дело в отношении бывшего председателя Tsinghua Unigroup Чжао Вэйго, который подозревался в совершении служебных преступлений, было передано в органы прокуратуры для утверждения обвинительного заключения (в первой половине 2022 года состояние Чжао Вэйго превышало 2,8 млрд долларов США). В том же 2023 году дочерняя Unisplendour Corporation с продажами в 10,9 млрд долл. заняла 1697-е место в рейтинге Forbes Global 2000.

## Структура
В рамках группы существует четыре ключевых инвестиционных направления, включая высокие технологии, финансы, образование и недвижимость:

### Технологии

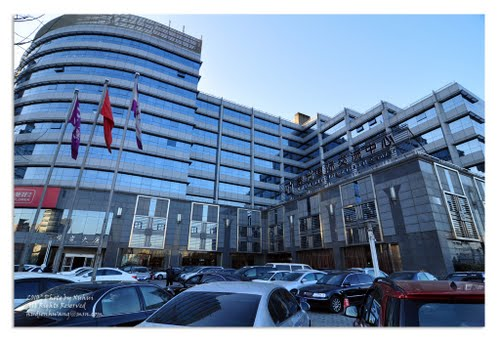
Tsinghua Unisplendour International Center в районе Хайдянь

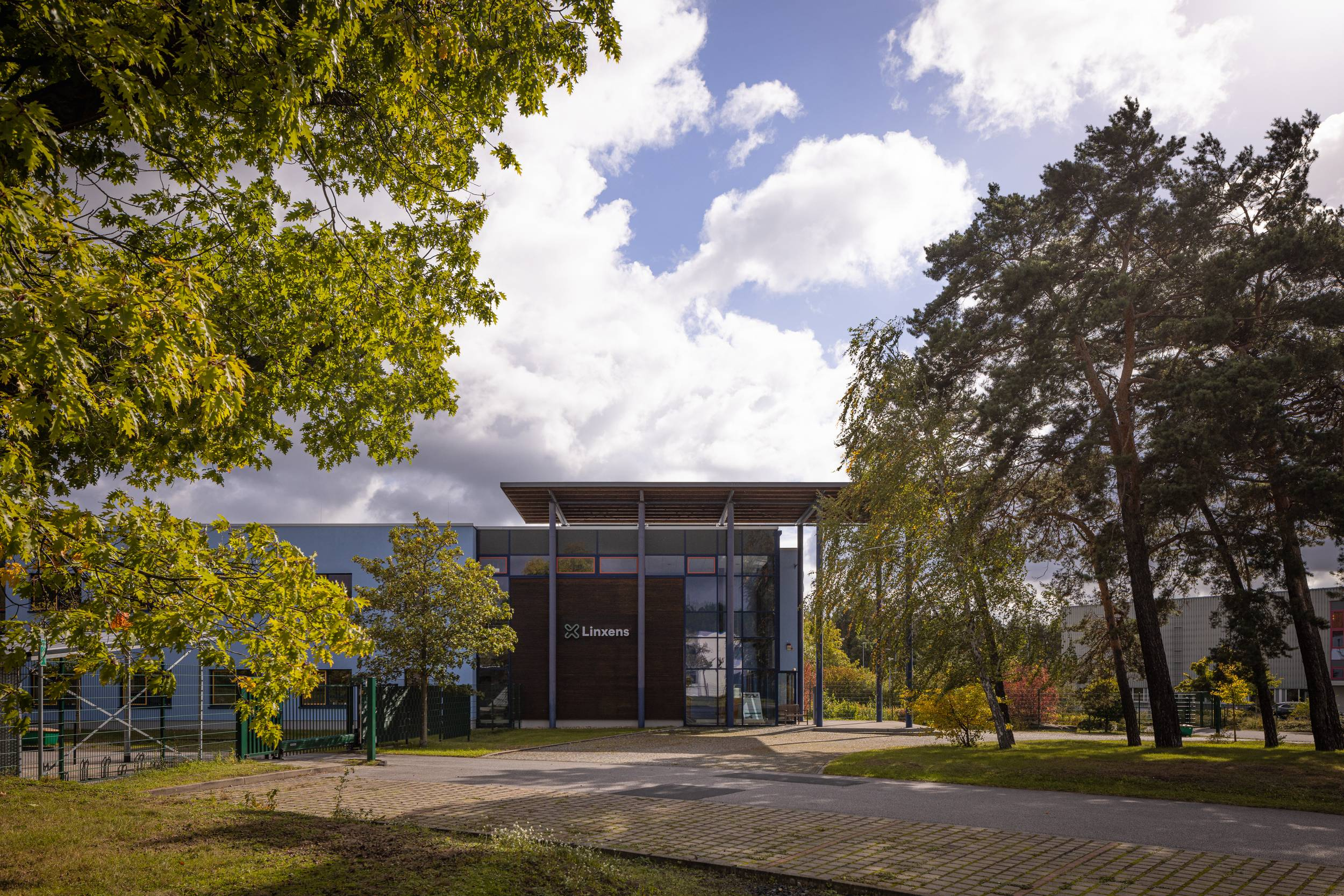
Офис Linxens в Дрездене

- Unisplendour Corporation Limited / UNIS (Пекин) — поставщик оборудования и решений в сфере информационных технологий, включая компьютерное и сетевое оборудование (оптические накопители, сканеры, серверы, хранилища данных, порталы, интеллектуальные терминалы, программное обеспечение для облачных вычислений). В число дочерних компаний UNIS входят H3C Technologies Co. Ltd., Unisplendour Digital (Suzhou) Group Co. Ltd. и Unicompute Technology Co. Ltd.[32][33].
- UNISOC Technologies Co. Ltd. (Шанхай) — разработчик микросхем для мобильных телефонов, умных часов, умных дисплеев, планшетов, автомобильной электроники, беспроводных сетей и другого телекоммуникационного оборудования[34][35][36].
- Unigroup Guoxin Microelectronics Co. Ltd. / Guoxin Micro (Таншань) — разработчик и производитель микросхем для SIM-карт мобильных телефонов, банковских карт, POS-терминалов и автомобильных контроллеров, а также компонентов из кристаллов кварца[37][38].
- Beijing Unic Linxens Technology Co. Ltd. / Linxens (Пекин и Леваллуа-Перре) — разработчик устройств и приложений для оплаты, идентификации, доступа, отслеживания и мониторинга (в том числе идентификационных карт, смарт-карт для транспорта и отелей, гибких разъёмов, RFID-антенн, приложений для подключения связи), а также сенсоров для здравоохранения[39][40].
- UniCloud Technology Co. Ltd. — услуги облачных вычислений для платформ «умных городов» и промышленного интернета вещей[41].

### Финансы
- Happy Life Insurance Co. Ltd. (Пекин) — услуги по страхованию жизни, медицинскому страхованию и управлению активами[42].
- Champion Property & Casualty Insurance Co. Ltd. / CHAC — услуги по страхованию имущества от несчастных случаев.
- Qujing City Commercial Bank Co. Ltd. (Цюйцзин) — банковские услуги.
- Tsinghua Unigroup International Co. Ltd. (Пекин) — услуги по управлению активами, фондами и инвестициями[43].
- UNIC Capital Management Co. Ltd. — услуги по управлению активами, фондами и инвестициями.
- Tibet UNIS Investment Fund Co. Ltd. — услуги по управлению активами, фондами и инвестициями.
- China Youth Ever Brilliance Asset Management Co. Ltd. — услуги молодежного кредитования.
- Sino IC Leasing Co. Ltd. / SICL (Шанхай) — лизинговые услуги.

### Недвижимость
- Beijing Uni Science and Technology Service Group Co. Ltd. — развитие и эксплуатация недвижимости, в том числе производственные базы, индустриальные парки, офисные здания, жилые комплексы среднего и высокого класса, поселки для экспатов.
  - Uni-Business Park Beijing Tongzhou — развитие офисного и промышленного парка в районе Тунчжоу.
  - Tsinghua Science Park — развитие офисного и промышленного парка в районе Хайдянь.
  - UNIS Cyberport — развитие офисного и промышленного парка в городе Шэньчжэнь.
  - Unigroup Information Harbor — развитие офисного и промышленного парка в городе Шэньчжэнь.
  - Uni-Tech Center — развитие офисного комплекса в городе Чэнду.
  - Uni-Villa Suzhou — развитие жилого комплекса в городе Сучжоу.

### Образование
- Xueda Education Technology Group Co. Ltd. (Сямэнь) — сеть учебных центров профессионального образования и центров повышения квалификации[44].
- Unis Moedu Education Technology Co. Ltd. — образовательные услуги, включая программы и оборудование для школ и колледжей («умные классы», обучающие терминалы, платформы для школьного и домашнего обучения).

### Другие отрасли
- Uni-fi Credit Co. Ltd. — анализ данных в финансовом секторе и электронной коммерции.